# بوسطن موانزا
بوسطن موانزا (بالإنجليزية: Boston Mwanza)‏ هو لاعب كرة قدم زامبي في مركز الوسط، ولد في 26 ديسمبر 1977 في زامبيا. لعب مع غرين بافالوز.

## وصلات خارجية
- بوسطن موانزا على موقع قاعدة بيانات كرة القدم.إي يو (الإنجليزية)
- بوسطن موانزا على موقع ناشيونال فوتبول تيمز (الإنجليزية)
- بوسطن موانزا على موقع عالم كرة القدم.نت (الإنجليزية)
- بوسطن موانزا على موقع GSA (الإنجليزية)